# История искусств
История искусств — раздел искусствоведения и всеобщей истории, предметом изучения которого является процесс и закономерности развития искусств со времён их зарождения до настоящего времени.

## Принципы периодизации и структура всеобщей истории искусств как науки
В границах предмета этой научной дисциплины решаются задачи открытия, изучения, атрибуции, накопления и предварительной классификации произведений (так называемый объектный подход). Исследование отношений общего и особенного призвано осуществлять искусствознание.
В основу истории искусства, как раздела всеобщей истории, положены ключевые понятия, выработанные античной культурой и христианской традицией западноевропейской цивилизации. Такой вынужденный европоцентризм обусловлен прежде всего тем, что в восточных культурах существуют иные представления об историческом времени и пространстве. К евронаучным ключевым понятиям относятся: представления о единой направленности исторического времени от Сотворения мира до Страшного суда (принцип историзма человеческого и, в частности, художественного мышления), понятия хронотопа (единства времени-места создания произведения искусства), сочетания точных и интуитивных методов познания, свободы творческого мышления, суждений и оценок и многое другое. В истории искусствознания разработано множество морфологических систем. В античности все искусства подразделялись на мусические (которым покровительствовали Аполлон и музы) и механические, или сервильные (рабские), связанные с презираемым древними греками физическим трудом. В поздней античности сформировалось понятие «Семи свободных искусств», подразделяемых на тривиум (грамматика, диалектика, риторика) и квадривиум (геометрия, арифметика, астрономия, музыка). Только в эпоху Возрождения сформировалось привычное нам понятие изобразительных искусств как «изящных» (включая архитектуру), а также музыки, поэзии; начался долгий процесс самоопределения разновидностей и жанров художественного творчества.
Морфологическая система родов, видов, разновидностей и жанров искусства имеет историческую динамику, различные авторские концепции, сложную и противоречивую структуру. В различных морфологических концепциях искусную деятельность подразделяют по способу восприятия произведений на «слуховые» и «зрительные» искусства (И. И. Иоффе), по онтологическому критерию — на пространственные, временны́е и пространственно-временны́е (М. С. Каган), по функциональной структуре — на «изобразительные» (живопись, графика, скульптура) и «неизобразительные» или бифункциональные (архитектура, прикладное искусство и дизайн; С. Х. Раппопорт), на «лингвистические» и «нелингвистические» (М. Ризер) по способам формообразования, техническим приемам и материалам, особенностям восприятия (феноменологический подход). Наиболее архаичный «предметный подход», отвергаемый ныне большинством специалистов, подразделяет искусства на изобразительные и неизобразительные, или абстрактные. Предметом отображения изобразительного искусства якобы является исключительно внешняя действительность, неизобразительные виды искусства воплощают внутренний мир человека (А. П. Мардер). Различным видам и смешанным разновидностям искусства присуща жанровая дифференциация.
В принципах периодизации классической «истории истории искусства» прослеживается триадность. Чаще выделяют три основные эпохи: античность, ренессанс и постренессансное искусство. В Новейшее время — авангард, модернизм, постмодернизм. Однако искусствоведческая периодизация не полностью согласуется с общеисторической. Например, историки не выделяют Возрождение в отдельную эпоху, а относят его либо к Средневековью (так называемый медиевизм), либо к началу Нового времени (триада: Античность, Средневековье, Новое время), поскольку именно в XVI в. начинается формирование буржуазных, финансово-экономических общественных отношений. В истории искусств Возрождение — отдельная эпоха, поскольку значение его огромно, несмотря на краткость, что противоречит статусу исторической эпохи. Более того, наряду с итальянским в отдельную эпоху многие историки искусства, например, О. Бенеш, выделяют Северное Возрождение. В отдельных постмодернистских концепциях (К. Гринберг, Р. Краусс, А. К. Якимович) началом эпохи модернизма считают постренессансное искусство XVI—XVII веков.
Классическую историю искусств формировали представители немецко-швейцарской и австрийской университетских школ: Я. Буркхардт, А. Ригль, Г. Вёльфлин, М. Дворжак, Д. Фрей, Ю. фон Шлоссер, Ф. Викхофф, Х. Зедльмайр и многие другие.
Формирование классицистической эстетики в эпоху Возрождения было связано с бинарной оппозицией и последующей контаминацией понятий «древность» и «современность» (лат. antiquitas et actualitas). В ХХ столетии возникла необходимость не только противопоставления классического современному, но и подразделению последнего, по терминологии американского арт-критика Р. Краусс, на новое (англ. modern) и актуальное, созвучное своему времени (англ. contemporary). Подлинная классика всегда актуальна, хотя и не современна, а новое не обязательно актуально. Поэтому классическая бинарная оппозиция превращается в триаду: древнее (античное), новое (современное), актуальное (действенное).

## Методологические проблемы истории искусств
С попытками анализа искусства начали выступать и философы. В Древней Греции Платон и Аристотель создали основы эстетической теории, в которой обсуждали природу красоты и роль искусства в обществе. Платон рассматривал искусство как имитацию реальности, в то время как Аристотель подчеркивал его образовательную и моральную ценность. Эти ранние философские размышления стали основой для дальнейшего развития историографии искусства, особенно в Ренессансе.
Первый труд по истории искусств — «Жизнеописания наиболее знаменитых живописцев, ваятелей и зодчих», созданный итальянским историографом, живописцем и архитектором Джорджо Вазари — увидел свет в эпоху Возрождения, в 1550 году. За ним последовали «Книга о художниках» Карела ван Мандера и «Немецкая академия» Иоахима Зандрарта.
В эпоху Просвещения И. И. Винкельман в «Истории искусства древности» («Geschichte der Kunst des Altertums», 1764) первым попытался отделить историю искусства от истории вообще, расположив в хронологическом порядке известные к тому времени произведения античной скульптуры. Он создал именно историю искусства, а не историю отдельных художников, как было принято до него, например в книге Вазари. Он также сформулировал три повторяющиеся стадии развития искусства: архаику, классику и упадок (современное ему искусство барокко). Однако труд Винкельмана касается лишь описания отдельных произведений древнеримской скульптуры (искусство Древней Греции и, тем более, других культур, в то время оставалось неизученным). К тому же, создав прецедент, Винкельман поставил под сомнение существование самой науки об искусстве. Пытаясь возвыситься над потоком времени, за неимением достаточного количества точных данных, он создал собственную умозрительную концепцию — образ идеализированного классического искусства, весьма отличного от существовавшего на самом деле.
До Винкельмана, в 1698 году, французский художник Пьер Монье составил и опубликовал свою «Историю искусств, основанных на рисунке» (Histoire des arts qui ont rapport au dessein) с пояснением: «История искусств, связанных с рисунком, разделённая на три книги, где ведётся речь о происхождении, развитии, падении и восстановлении искусств». Это была первая всеобщая история изобразительного искусства, систематично разделённая по главам, которые в последующие века стали традиционными и даже хрестоматийными (в разных редакциях) для историков искусства: ассирийское, египетское, иудейское, вавилонское, греческое, римское искусство, упадок римского искусства, готическое искусство, средневековье и Возрождение. Монье, путешествуя по Италии, одним из первых по достоинству оценил некоторые средневековые памятники и попытался сформулировать закономерности роста и упадка искусства, повторяющиеся в определённые исторические периоды.
В отличие от историографического и биографического подхода к истории искусства, родоначальником которого является Дж. Вазари, историю искусства как историю стилей и школ, а также эволюцию художественных форм, первым стал рассматривать в конце XVIII века аббат Луиджи Ланци.
Научный статус истории искусства часто подвергали сомнению, поскольку эта дисциплина связана с произвольным вычленением частного из всеобщего контекста. Таким образом нарушаются важнейшие историко-культурные связи.
Жермен Базен, в частности, писал: «Наука есть способ выявления общих начал, и поэтому история как наука призвана не довольствоваться перечислением отдельных наблюдений, но вскрывать причинную взаимосвязь между различными частными фактами. Видимо, ей надлежит игнорировать случайные события — но именно таковыми и являются преимущественно результаты индивидуального творчества». В отношении нашего предмета, по замечанию Базена, цитирующего Х. Белтинга, «история искусства столь тесно связана с другими разделами всемирной истории, что её невозможно отъединить от них. Между тем совершить подобную операцию необходимо, чтобы проследить общую направленность эволюции искусства. Тем самым объект науки под названием история искусства оказывается под угрозой».
Ведь в точности неизвестно, где начинаются и заканчиваются границы всеобщей истории, истории искусства, этики, эстетики, религии в тот или иной исторический период и каковы границы этих периодов. Каждый регион, по утверждению Э. Панофского, имеет собственную хронологию, которая «имеет смысл лишь по отношению к конкретному месту… В других местах, где события наполнены иным содержанием, историческое время протекает иначе». Поэтому историк искусства, невольно или сознательно, проецирует на «временно́е пространство» свои желания и собственные научные представления. Начиная с античности, а затем от Вазари и Винкельмана до наших дней история искусства предопределена ее толкованием. Так, при изучении отдельных произведений историк пользуется документами, которые сами возникли под воздействием этих произведений, пожеланий заказчиков, а часто и под их прямую диктовку. Возникает порочный круг: общее можно понять только исходя из анализа отдельных памятников, а памятники, отбор которых преднамерен и произволен, — оценить в свете задуманной исторической концепции. Кроме того, не все произведения сохранились, а по уцелевшим невозможно установить полную картину. Таким образом, субъективное представление выдается за исторический факт. Это обстоятельство подчеркивали Ж. Базен, Э. Гарэн, Э. Гомбрих и другие исследователи.
Традиционный подход к истории искусств именуется диахронным (греч. dia — через, chronos — время). Он предполагает изучение памятников в строгой хронологической последовательности. Другой, более сложный, именуют синхронным (греч. syn — вместе, chronos — время). С помощью синхронного метода сравнивают состояния и процессы, происходящие одновременно в разных местах либо разновременно на схожих этапах развития. Благодаря синхронному подходу линейно-одномерное понимание развития искусства сменялось многомерным, в котором схожие, но не тождественные явления существуют как бы в параллельных мирах. Уникальный опыт применения синхронного метода изучения искусства продемонстрировал знаменитый французский архитектор, реставратор и исследователь средневековой культуры Э. Э. Виолле-ле-Дюк. После проведения в Париже в 1878 г. Всемирной выставки Виолле-ле-Дюк создал в выставочных залах дворца Трокадеро́ экспозицию «Музея сравнительной скульптуры». Экспонаты в этом музее располагались не в хронологической последовательности, а по «стилям», иллюстрирующим повторяющиеся в разные эпохи и в разных местах стадии развития художественных форм.
В дальнейшем к истории искусств применяли методы, сформировавшиеся в смежных науках, имеющих в отношении искусствоведения методологическое значение (философии, эстетике, культурологии): иконологический анализ, системный подход, методики феноменологического и семиологического анализа, междисциплинарный и интермедиальный подходы. Отдельную проблему представляет собой использование точных, математических методов и статистических данных.